# Squad Busters
Squad Busters е мултиплейър онлайн бойна арена (МОБА) и видеоигра шутър от трето лице, разработена и публикувана от финландската компания за видеоигри Supercell. Първата бета-версия на видеоиграта стартира на 6 февруари 2023 г. в Канада и продължава до 16 февруари същата година. Пусната в цял свят на 29 май 2024 г.

## Пускане
Видеоиграта е обявена на 31 януари 2023 г., след което излиза за първи път в бета-версия (ограничена) на 6 февруари същата година в Канада, като този тест приключва на 16 февруари и е само за Android. През май 2023 г. е обявена нова ограничена бета-версия за Android, която се провежда от 22 до 29 май и е достъпна само в Канада, Мексико и Испания.
Почти година след последната бета, на 8 април 2024 г., се съобщава, че играта ще бъде пусната като soft launch (букв.: меко пускане) от 23 април в Канада, Мексико, Испания, Норвегия, Финландия, Дания и Сингапур.
На 25 април 2024 г. става ясно, че видеоиграта ще бъде пусната в цял свят на 29 май същата година.